# Fénoxycarbe
Le fénoxycarbe est un insecticide qui agit en tant que régulateur de croissance de l'insecte par son action mimétique de l'hormone juvénile.
Il est considéré comme cancérigène probable et perturbateur endocrinien possible.